# Fontscaldetes
Fontscaldetes és un petit despoblat enganxat a la banda de mar de la zona muntanyosa que hi ha cap a l'est del municipi de Cabra del Camp (Alt Camp). El poble està situat concretament a la serra Voltorera, sota el puig de Cabdells i a l'est de les roques de Migdia.

## Història
A Fontscaldetes s'hi fundà una de les primeres granges del monestir de Santes Creus a finals del segle xii, poc després que els monjos arribessin a la riba del Gaià. Una butlla papal de l'any 1186 ja reconeix com a propietat del monestir la "granja de Fontscaldetes" i, per tant, documenta la seva existència anterior. El camí que anava de Fontscaldetes a Santes Creus encara es conserva parcialment.
Les granges cistercenques eren el sistema a través del qual els monjos anaven prenent possessió de les terres que els eren donades o cedides en ús pel rei o pels nobles de l'època. Les terres de Fontscaldetes devien formar part anteriorment del terme del castell de Selmella.
A les granges, on no hi solia haver monjos, es creava una petita comunitat sota les ordres d'un capatàs. Eren completament autònomes. Acostumaven a contractar pagesos de l'entorn per ajudar-los a conrear les terres o per a la cura del bestiar. Probablement, algunes de les famílies que més tard van adquirir les terres de Fontscaldetes, abans de propietaris havien estat jornalers o parcers.
Fontscaldetes va dependre del monestir de Santes Creus almenys fins al segle xviii. Les darreres possessions es devien vendre coincidint amb les desamortitzacions de principis del segle xix. Les cases i les terres de Fontscaldetes van passar a mans privades. L'església, el cementiri i els carrers, en canvi, depenien de la parròquia de Cabra i del seu ajuntament.
Fontscaldetes va ser ens local independent fins al primer terç del segle XIX, quan va ser incorporat al terme de Cabra del Camp.

## Accessos
S'hi accedeix des de la carretera que va del Pla de Santa Maria a Cabra del Camp bé passant pel Mas Vicenç en direcció a la urbanització Miralcamp, o bé pel camí que surt sota el pont de l'autopista, un quilòmetre abans d'arribar a Cabra. Actualment les cases estan enrunades i passejar-hi és perillós.

## Associació d'Amics de Fontscaldetes
L'Associació d'Amics de Fontscaldetes és una entitat creada a Cabra del Camp l'any 2008. La seva missió fundacional va ser la d'encarregar-se de la recuperació del poble de Fontscaldetes, agregat del municipi de Cabra del Camp abandonat al voltant del 1960.
Des de la seva fundació l'AdAF s'ha encarregat de netejar els carrers del poble i evitant els enderrocs perillosos; arranjar la Font de Fontscaldetes i condicionar l'espai que ocupa; restaurar l'estructura externa i la teulada de l'església de l'Assumpta de Fontscaldetes; reconstruir la portalada de pedra d'arc de mig punt posant-ne una de cedida per un veí de Cabra del Camp; restaurar la totalitat de la façana de l'església i construir una nova porta per a l'església amb fusta provinent d'una antiga porta donada per una família de Cabra del Camp. Els projectes més immediats són la restauració de l'interior de l'església, l'altar i el retaule; i l'empedrat de l'espai de la plaça i de la font. Els projectes de restauració han comptat amb el suport econòmic de Caixa de Tarragona amb el seu programa Tu Ajudes.